# Ianguí-Iül
Ianguí-Iül (en rus: Янги-Юл) és un poble de Baixkíria, a Rússia, que en el cens del 2010 tenia 128 habitants. Pertany al districte de Iermolàievo.